# Президентские выборы в Индонезии (2024)
Президентские выборы 2024 года в Индонезии, на которых были избраны глава государства и вице-президент, прошли 14 февраля одновременно с парламентскими выборами.
В первом туре победил действующий министр обороны страны Прабово Субианто.
Действующий президент Джоко Видодо не участвовал в выборах, так как не имел права баллотироваться в третий раз из-за ограничений по срокам, установленных индонезийской конституцией.

## Кандидаты

### «Коалиция перемен ради единства»
Бывший губернатор Джакарты и министр образования и культуры (2014–2016) Анис Басведан был впервые выдвинут на пост президента Национальной демократической партией (НДП). Его поддержала «Коалиция перемен ради единства», в которую входили партия НДП, «Партия справедливости и благоденствия» и «Демократическая партия». Затем «Демократическая партия» поддержала Прабово Субианто, а «Партия национального пробуждения» (ПКБ) присоединилась к «Коалиции перемен ради единства» в поддержку Аниса. Вступление ПКБ сопровождалось соглашением о создании пары Аниса с её председателем, заместителем спикера Совета народных представителей (2018–2019) и министром труда и трансмиграции (2009–2014) Мухаймином Искандаром.

### «Коалиция Продвинутая Индонезия»
Министр обороны Прабово Субианто был выдвинут кандидатом в президенты «Движением за великую Индонезию» (Гериндра) 12 августа 2022 года. За этим последовала поддержка от ещё двух партий-членов «Коалиции Объединенной Индонезии» (КОИ) и непарламентских партий. 22 октября 2023 года старший сын президента Джоко Видодо и мэр Суракарты Гибран Ракабуминг Рака был объявлен кандидатом в вице-президенты в паре с Прабово Субианто после выдвижения партией «Голкар», хотя на момент объявления Гибран всё ещё был членом «Демократической партии борьбы Индонезии». Гибрану Ракабумингу всего 36 лет, и он смог баллотироваться только после решения Конституционного суда от 16 октября 2023 года, которое разрешает участвовать в выборах кандидатам в президенты или вице-президенты в возрасте до 40 лет, если они занимают или в прошлом занимали выборные посты губернатора/регента/мэра. Решение вызвало споры, поскольку председатель суда Анвар Усман приходится дядей Гибрану.

### «Альянс политических партий, поддерживающих Ганджара Праново»
Уход Джоко Видодо с поста действующего президента в 2024 году побудил «Демократическую партию борьбы Индонезии» (ДПБИ) искать кандидата в президенты, который заменит его. В результате губернатор Центральной Явы и бывший член Совета народных представителей (2004–2013) Ганджар Праново был номинирован ДПБИ на пост президента. Его кандидатуру также поддержали «Партия единства и развития», «Партия Периндо» и «Партия народной совести» (Ханура). 18 октября 2023 года министр-координатор по политическим, правовым вопросам и вопросам безопасности, бывший член Совета народных представителей (2004–2008) и бывший председатель Конституционного суда (2008–2013) Мохаммад Махфуд был объявлен кандидатом в вице-президенты в паре с Ганджаром Праново.

### Сводная таблица кандидатов
| 01                               |                                                                      |
| «Коалиция перемен ради единства» |                                                                      |
| Анис Басведан                    | Мухаймин Искандар                                                    |
| Кандидат в президенты            | Кандидат в вице-президенты                                           |
|                                  |                                                                      |
| Губернатор Джакарты (2017–2022)  | Заместитель председателя Совета народных представителей (2019–н. в.) |
|                                  |                                                                      |

| 02                                                        |                                   |
| «Коалиция Продвинутая Индонезия»                          |                                   |
| Прабово Субианто                                          | Гибран Ракабуминг Рака            |
| Кандидат в президенты                                     | Кандидат в вице-президенты        |
|                                                           |                                   |
| Министр обороны (2019–н. в.) Кандидат в президенты (2019) | Мэр города Суракарта (2021–н. в.) |
|                                                           |                                   |

| 03                                                            |                                                                                             |
| «Альянс политических партий, поддерживающих Ганджара Праново» |                                                                                             |
| Ганджар Праново                                               | Мохаммад Махфуд                                                                             |
| Кандидат в президенты                                         | Кандидат в вице-президенты                                                                  |
|                                                               |                                                                                             |
| Губернатор Центральной Явы (2013–2023)                        | Министр-координатор по политическим, правовым вопросам и вопросам безопасности (2019–н. в.) |
|                                                               |                                                                                             |

## Опросы общественного мнения

Официальный логотип выборов.

| Опрос провёл    | Даты опроса           | Выборка | Погрешность |                                      |                                |                                      |       |       |       |       |
| Опрос провёл    | Даты опроса           | Выборка | Погрешность | Прабово-Гибран Продвинутая Индонезия | Анис-Мухаймин Коалиция перемен | Ганджар-Мохаммад За Ганджара Праново |       |       |       |       |
| --------------- | --------------------- | ------- | ----------- | ------------------------------------ | ------------------------------ | ------------------------------------ | ----- | ----- | ----- | ----- |
| Опрос провёл    | Даты опроса           | Выборка | Погрешность | Litbang Kompas                       | 29 ноября - 4 декабря          | 1 364                                | 2,65% | 39,3% | 16,7% | 15,3% |
| LSI Denny JA    | 6-13 ноября           | 1 200   | 2,90%       | 40,3%                                | 20,3%                          | 28,6%                                |       |       |       |       |
| Populi Center   | 29 октября - 5 ноября | 1 200   | 2,83%       | 43,1%                                | 22,3%                          | 23,0%                                |       |       |       |       |
| Poltracking     | 28 октября - 3 ноября | 1 220   | 2,9%        | 40.2%                                | 24,4%                          | 30,1%                                |       |       |       |       |
| Indikator       | 27 октября - 1 ноября | 1 220   | 2,9%        | 39,7%                                | 24,4%                          | 30,0%                                |       |       |       |       |
| Charta Politika | 26-31 октября         | 2 400   | 2,0%        | 34,7%                                | 24,3%                          | 36,8%                                |       |       |       |       |
| Indo Barometer  | 25-31 октября         | 1 230   | 2,79%       | 43,5%                                | 23,2%                          | 33,3%                                |       |       |       |       |
| Omniki.survey   | 24-25 января          | 1200    | 2,9%        | 29%                                  | 14,7%                          | 10,1%                                |       |       |       |       |